# Смедьєбакен (комуна)
Комуна Смедьєбакен (швед. Smedjebackens kommun) — адміністративно-територіальна одиниця місцевого самоврядування, що розташована в лені Даларна у центральній Швеції.
Смедьєбакен 112-а за величиною території комуна Швеції. Адміністративний центр комуни — місто Смедьєбакен.

## Населення
Населення становить 108 631 чоловік (станом на вересень 2012 року). 
| Кількість населення комуни Смедьєбакен за 1970-2010 роки | Кількість населення комуни Смедьєбакен за 1970-2010 роки | Кількість населення комуни Смедьєбакен за 1970-2010 роки | Кількість населення комуни Смедьєбакен за 1970-2010 роки | Кількість населення комуни Смедьєбакен за 1970-2010 роки |
| -------------------------------------------------------- | -------------------------------------------------------- | -------------------------------------------------------- | -------------------------------------------------------- | -------------------------------------------------------- |
| Рік                                                      |                                                          |                                                          | Населення                                                |                                                          |
| 1970                                                     | 1970                                                     |                                                          | 13 193                                                   | 13 193                                                   |
| 1975                                                     | 1975                                                     |                                                          | 13 397                                                   | 13 397                                                   |
| 1980                                                     | 1980                                                     |                                                          | 13 389                                                   | 13 389                                                   |
| 1985                                                     | 1985                                                     |                                                          | 13 280                                                   | 13 280                                                   |
| 1990                                                     | 1990                                                     |                                                          | 13 282                                                   | 13 282                                                   |
| 1995                                                     | 1995                                                     |                                                          | 12 782                                                   | 12 782                                                   |
| 2000                                                     | 2000                                                     |                                                          | 11 598                                                   | 11 598                                                   |
| 2005                                                     | 2005                                                     |                                                          | 10 812                                                   | 10 812                                                   |
| 2010                                                     | 2010                                                     |                                                          | 10 715                                                   | 10 715                                                   |
| Джерело: SCB                                             |                                                          |                                                          |                                                          |                                                          |

## Населені пункти
Комуні підпорядковано 6 міських поселень (tätort) та низка сільських (småort), більші з яких:
- Смедьєбакен (Smedjebacken)
- Седерберке (Söderbärke)
- Гаґґе (Hagge)
- Вад (Vad)
- Ґуббу (Gubbo)
- Б'єрше (Björsjö)
- Вестра-Лернбу (Västra Lernbo)

## Галерея

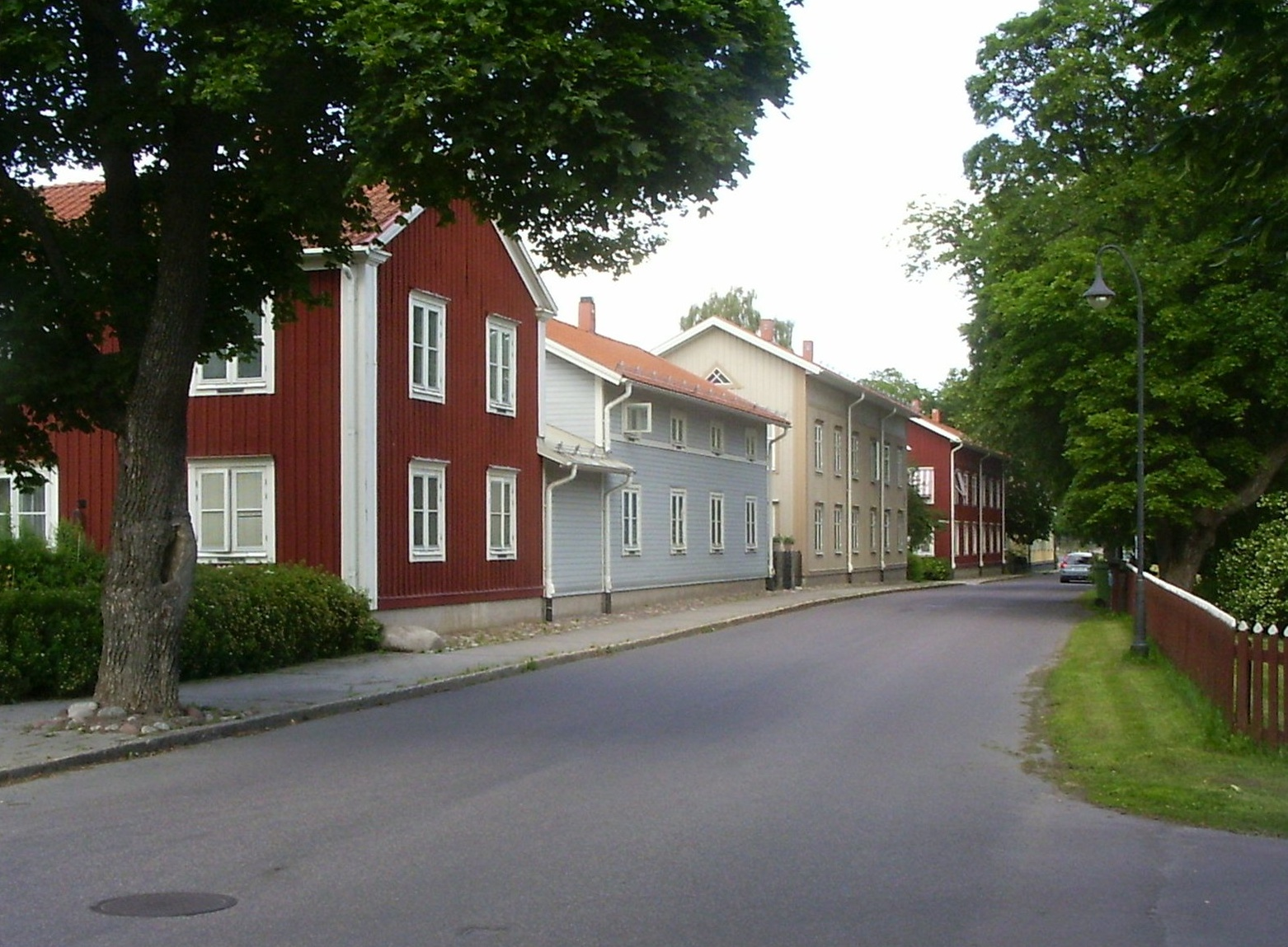
Смедьєбакен
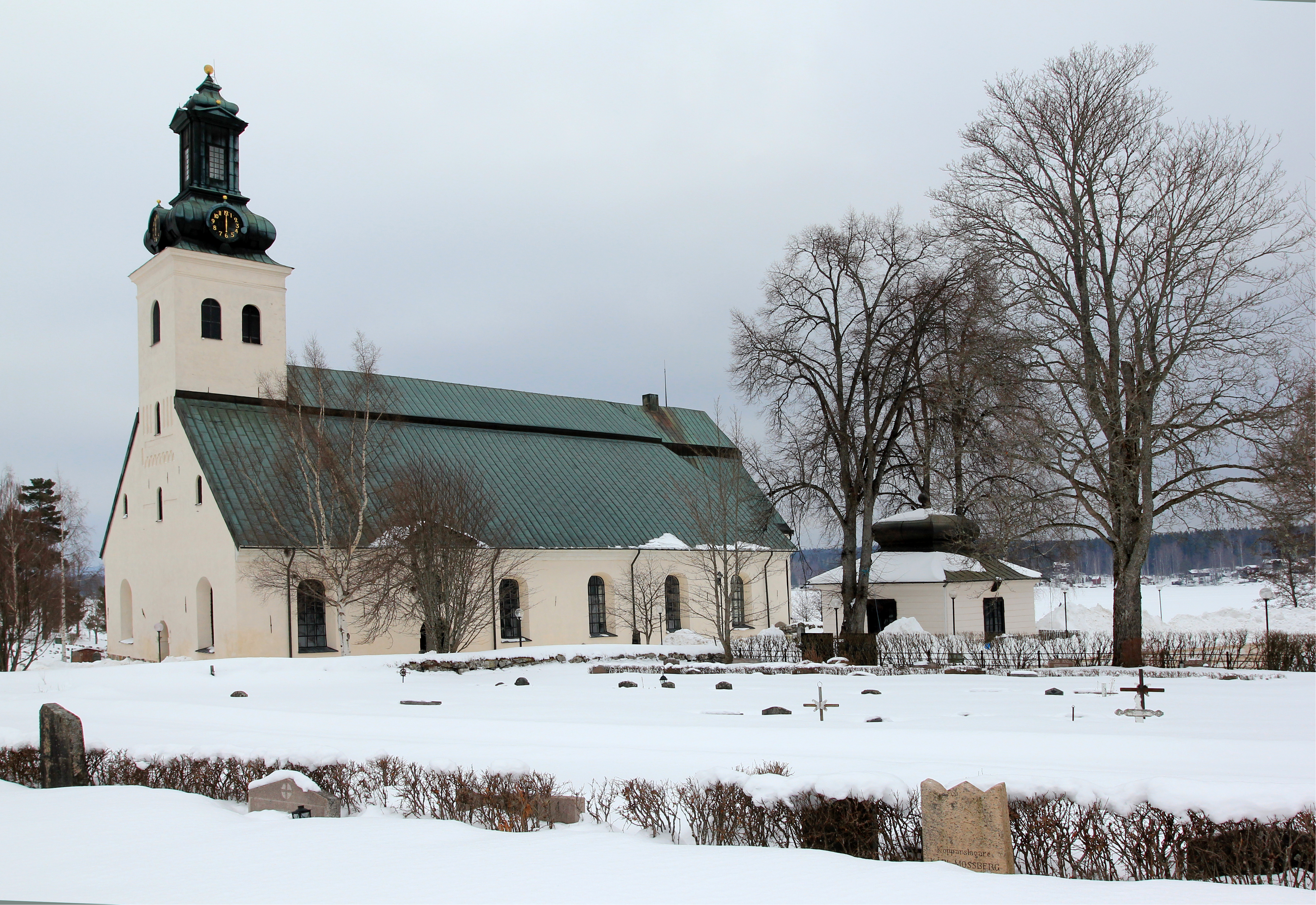
Церква (Седерберке)
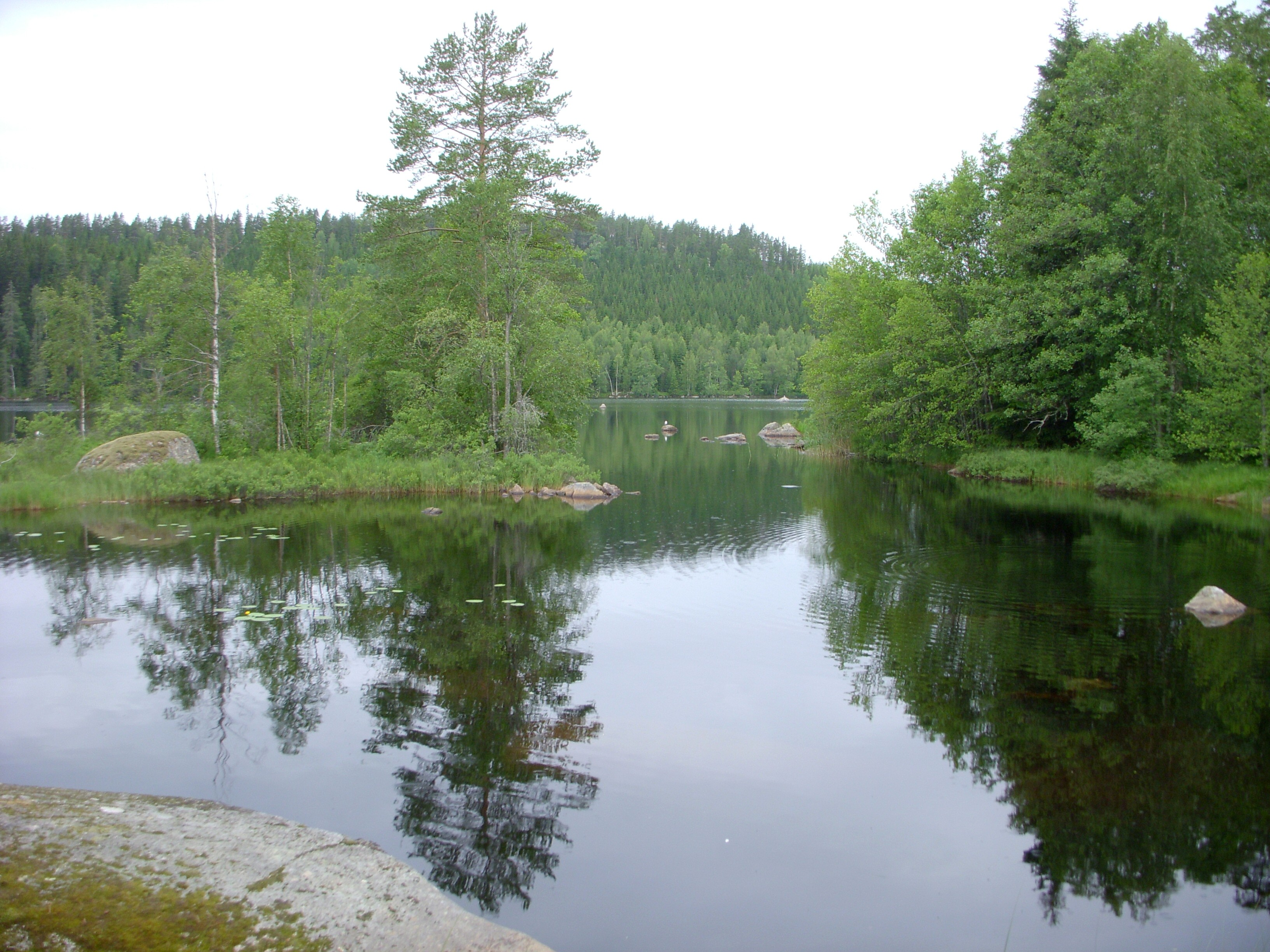
Озеро Вассельшен
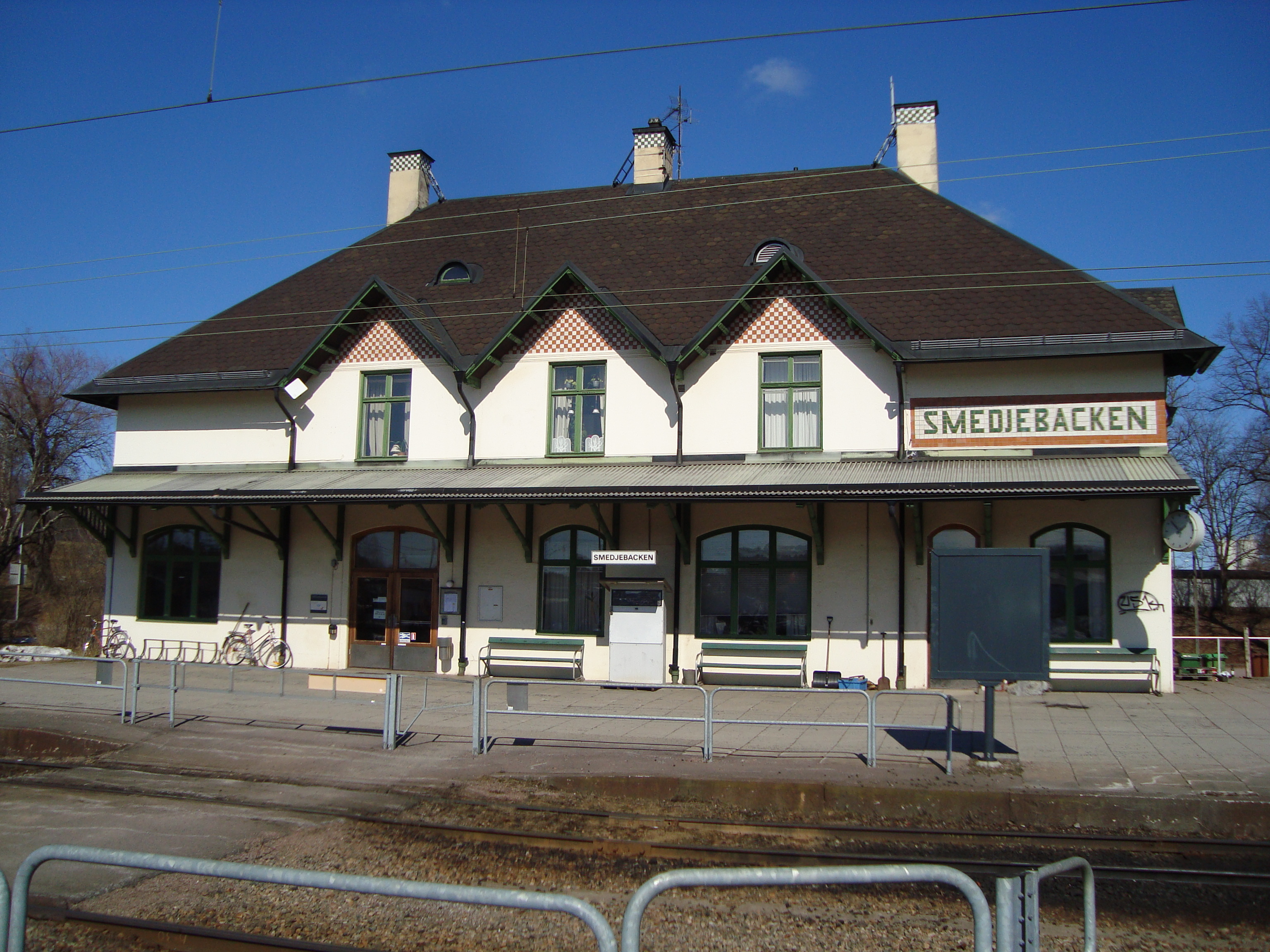
Залізнична станція Смедьєбакен

## Виноски
1. ↑  https://www.svensktnaringsliv.se/regioner/dalarna/positiva-trender-i-smedjebacken-och-gagnef_1186733.html
2. ↑  https://www.dalademokraten.se/artikel/kommunalradet-uppvaktad-med-badanka-och-brandhjalm
3. ↑  Folkmangd i riket, lan och kommuner (шв.) . Центральне бюро статистики Швеції. Архів оригіналу за 20 серпня 2013. Процитовано 17 лютого 2013.